# Diplotoxa versicolor
Diplotoxa versicolor is een vliegensoort uit de familie van de halmvliegen (Chloropidae). De wetenschappelijke naam van de soort werd in 1863 gepubliceerd door Hermann Loew.